# Windwiesen
Die Windwiesen waren ein sechs Hektar großes Landschaftsschutzgebiet auf dem Gebiet der Stadt Ettlingen im Landkreis Karlsruhe in Baden-Württemberg. Es wurde am 13. August 1940 ausgewiesen. Mit der Ausweisung des Naturschutzgebiets Albtal und Seitentäler am 1. Juni 1994 wurde die Verordnung aufgehoben und das Landschaftsschutzgebiet in das neue Schutzgebiet integriert.
Es umfasste das Tal des Waschbachs oder Windwiesenbachs, einem linken Zufluss der Alb zwischen Schöllbronn und Spessart.